# Президентские выборы в Перу (1919)
Президентские выборы в Перу проходили 4 апреля 1919 года. В результате победу одержал Аугусто Легия, который получил 62% голосов.

## Предвыборная кампания
Перед окончанием своего второго срока президент Хосе Пардо-и-Барреда объявил президентские выборы. Антеро Аспиллага стал кандидатом от правительства. Аугусто Легия, который только что вернулся в Перу из Лондона, выдвинул свою кандидатуру и начал предвыборную кампанию при поддержке Конституционной партии и Университета Сан-Маркос. Легия представлялся носителем желаний молодёжи изменить структуру страны и стал самым популярным кандидатом. 

## Результаты
| Кандидат          | Голоса  | %     |
| ----------------- | ------- | ----- |
| Аугусто Легия     | 122 736 | 62,34 |
| Антеро Апильяга   | 64 936  | 32,98 |
| Карлос Берналис   | 6 038   | 3,07  |
| Исайяс де Пьерола | 3 167   | 1,61  |
| Всего             | 196 877 | 100   |
| Источник: Tuesta  |         |       |

## Последствия
Легия одержал победу на выборах, но его победа не была признана Гражданской партией. Появилась опасность того, что выборы будут отменены и переместятся в Конгресс, поэтому 4 июля 1919 года, Легия осуществил государственный переворот при поддержке жандармерии. Он стал временным президентом и, чтобы остаться у власти, распустил Конгресс. Уходящий президент Пардо-и-Барреда был арестован и выслан в Европу. 
12 октября 1919 года Конституция Перу 1860 года была отменена и после одобрения на референдуме 1919 года 18 января 1920 года вступила в силу новая Конституция 1920 года.